# Eric Lindros
Eric Lindros (/ˈlɪndrɒs/; Ontário, 28 de fevereiro de 1973) é um ex-jogador canadense de hóquei no gelo.

## Carreira

### Nacional
|            |                               |            |                                    | Temporada regular                  | Temporada regular                  | Temporada regular                  | Temporada regular                  | Temporada regular                  |                                    | Playoffs                           | Playoffs                           | Playoffs                           | Playoffs                           | Playoffs |
| Temporada  | Time                          | Liga       | GP                                 | G                                  | A                                  | Pts                                | PIM                                | GP                                 | G                                  | A                                  | Pts                                | PIM                                |                                    |          |
| ---------- | ----------------------------- | ---------- | ---------------------------------- | ---------------------------------- | ---------------------------------- | ---------------------------------- | ---------------------------------- | ---------------------------------- | ---------------------------------- | ---------------------------------- | ---------------------------------- | ---------------------------------- | ---------------------------------- | -------- |
| 1988–89    | St. Michael's Buzzers         | OPJHL      | 37                                 | 24                                 | 43                                 | 67                                 | 193                                | 27                                 | 23                                 | 25                                 | 48                                 | 155                                |                                    |          |
| 1988–89    | Canadian National Team        | —          | 2                                  | 1                                  | 0                                  | 1                                  | 0                                  | —                                  | —                                  | —                                  | —                                  | —                                  |                                    |          |
| 1989–90    | Detroit Compuware Ambassadors | NAHL       | 14                                 | 23                                 | 29                                 | 52                                 | 123                                | —                                  | —                                  | —                                  | —                                  | —                                  |                                    |          |
| 1989–90    | Canadian National Team        | —          | 3                                  | 1                                  | 0                                  | 1                                  | 4                                  | —                                  | —                                  | —                                  | —                                  | —                                  |                                    |          |
| 1989–90    | Oshawa Generals               | OHL        | 25                                 | 17                                 | 19                                 | 36                                 | 61                                 | 17                                 | 18                                 | 18                                 | 36                                 | 76                                 |                                    |          |
| 1989–90    | Oshawa Generals               | M-Cup      | —                                  | —                                  | —                                  | —                                  | —                                  | 4                                  | 0                                  | 9                                  | 9                                  | 12                                 |                                    |          |
| 1990–91    | Oshawa Generals               | OHL        | 57                                 | 71                                 | 78                                 | 149                                | 189                                | 16                                 | 18                                 | 20                                 | 38                                 | 93                                 |                                    |          |
| 1991–92    | Oshawa Generals               | OHL        | 13                                 | 9                                  | 22                                 | 31                                 | 54                                 | —                                  | —                                  | —                                  | —                                  | —                                  |                                    |          |
| 1991–92    | Canadian National Team        | —          | 24                                 | 19                                 | 16                                 | 35                                 | 34                                 | —                                  | —                                  | —                                  | —                                  | —                                  |                                    |          |
| 1992–93    | Philadelphia Flyers           | NHL        | 61                                 | 41                                 | 34                                 | 75                                 | 147                                | —                                  | —                                  | —                                  | —                                  | —                                  |                                    |          |
| 1993–94    | Philadelphia Flyers           | NHL        | 65                                 | 44                                 | 53                                 | 97                                 | 103                                | —                                  | —                                  | —                                  | —                                  | —                                  |                                    |          |
| 1994–95    | Philadelphia Flyers           | NHL        | 46                                 | 29                                 | 41                                 | 70                                 | 60                                 | 12                                 | 4                                  | 11                                 | 15                                 | 18                                 |                                    |          |
| 1995–96    | Philadelphia Flyers           | NHL        | 73                                 | 47                                 | 68                                 | 115                                | 163                                | 12                                 | 6                                  | 6                                  | 12                                 | 43                                 |                                    |          |
| 1996–97    | Philadelphia Flyers           | NHL        | 52                                 | 32                                 | 47                                 | 79                                 | 136                                | 19                                 | 12                                 | 14                                 | 26                                 | 40                                 |                                    |          |
| 1997–98    | Philadelphia Flyers           | NHL        | 63                                 | 30                                 | 41                                 | 71                                 | 134                                | 5                                  | 1                                  | 2                                  | 3                                  | 17                                 |                                    |          |
| 1998–99    | Philadelphia Flyers           | NHL        | 71                                 | 40                                 | 53                                 | 93                                 | 120                                | —                                  | —                                  | —                                  | —                                  | —                                  |                                    |          |
| 1999–00    | Philadelphia Flyers           | NHL        | 55                                 | 27                                 | 32                                 | 59                                 | 83                                 | 2                                  | 1                                  | 0                                  | 1                                  | 0                                  |                                    |          |
| 2000–01    | Did not play                  |            | Contract dispute                   | Contract dispute                   | Contract dispute                   | Contract dispute                   | Contract dispute                   | Contract dispute                   | Contract dispute                   | Contract dispute                   | Contract dispute                   | Contract dispute                   | Contract dispute                   |          |
| 2001–02    | New York Rangers              | NHL        | 72                                 | 37                                 | 36                                 | 73                                 | 138                                | —                                  | —                                  | —                                  | —                                  | —                                  |                                    |          |
| 2002–03    | New York Rangers              | NHL        | 81                                 | 19                                 | 34                                 | 53                                 | 141                                | —                                  | —                                  | —                                  | —                                  | —                                  |                                    |          |
| 2003–04    | New York Rangers              | NHL        | 39                                 | 10                                 | 22                                 | 32                                 | 60                                 | —                                  | —                                  | —                                  | —                                  | —                                  |                                    |          |
| 2004–05    | Did not play                  |            | Unrestricted free agent + Lock-out | Unrestricted free agent + Lock-out | Unrestricted free agent + Lock-out | Unrestricted free agent + Lock-out | Unrestricted free agent + Lock-out | Unrestricted free agent + Lock-out | Unrestricted free agent + Lock-out | Unrestricted free agent + Lock-out | Unrestricted free agent + Lock-out | Unrestricted free agent + Lock-out | Unrestricted free agent + Lock-out |          |
| 2005–06    | Toronto Maple Leafs           | NHL        | 33                                 | 11                                 | 11                                 | 22                                 | 43                                 | —                                  | —                                  | —                                  | —                                  | —                                  |                                    |          |
| 2006–07    | Dallas Stars                  | NHL        | 49                                 | 5                                  | 21                                 | 26                                 | 70                                 | 3                                  | 0                                  | 0                                  | 0                                  | 4                                  |                                    |          |
| NHL totals | NHL totals                    | NHL totals | 760                                | 372                                | 493                                | 865                                | 1398                               | 53                                 | 24                                 | 33                                 | 57                                 | 122                                |                                    |          |
| OHL totals | OHL totals                    | OHL totals | 95                                 | 97                                 | 119                                | 216                                | 304                                | 33                                 | 36                                 | 38                                 | 74                                 | 169                                |                                    |          |

### Internacional
| Ano                 | Representação       | Evento              |    | GP | G  | A  | Pts | PIM |
| ------------------- | ------------------- | ------------------- | -- | -- | -- | -- | --- | --- |
| 1990                | Canada              | WJC                 | 7  | 4  | 0  | 4  | 14  |     |
| 1991                | Canada              | WJC                 | 7  | 6  | 11 | 17 | 6   |     |
| 1991                | Canada              | CC                  | 8  | 3  | 2  | 5  | 8   |     |
| 1992                | Canada              | WJC                 | 7  | 2  | 8  | 10 | 12  |     |
| 1992                | Canada              | OG                  | 8  | 5  | 6  | 11 | 5   |     |
| 1993                | Canada              | WC                  | 8  | 11 | 6  | 17 | 10  |     |
| 1996                | Canada              | WCH                 | 8  | 3  | 3  | 6  | 10  |     |
| 1998                | Canada              | OG                  | 6  | 2  | 3  | 5  | 2   |     |
| 2002                | Canada              | OG                  | 6  | 1  | 0  | 1  | 8   |     |
| Junior int'l totals | Junior int'l totals | Junior int'l totals | 29 | 17 | 25 | 42 | 37  |     |
| Senior int'l totals | Senior int'l totals | Senior int'l totals | 36 | 20 | 14 | 34 | 38  |     |